# Hexahélicène
L’hexahélicène, ou [6]hélicène, est un hydrocarbure aromatique polycyclique de formule C26H16. C'est le premier terme de la famille des hélicènes, et le premier d'entre eux à avoir été synthétisé, dès 1956, par cyclisation de Friedel-Crafts de composés d'acide carboxylique.
Il se distingue par sa conformation hélicoïdale, ce qui le rend optiquement très actif : il s'agit d'un composé chiral, et ce malgré l'absence d'atome de carbone asymétrique et de centre stéréogène — on parle alors de chiralité axiale. Il existe ainsi deux énantiomères, appelés (P)-hexahélicène et (M)-hexahélicène, selon que l'hélice est respectivement de pas droit ou de pas gauche.

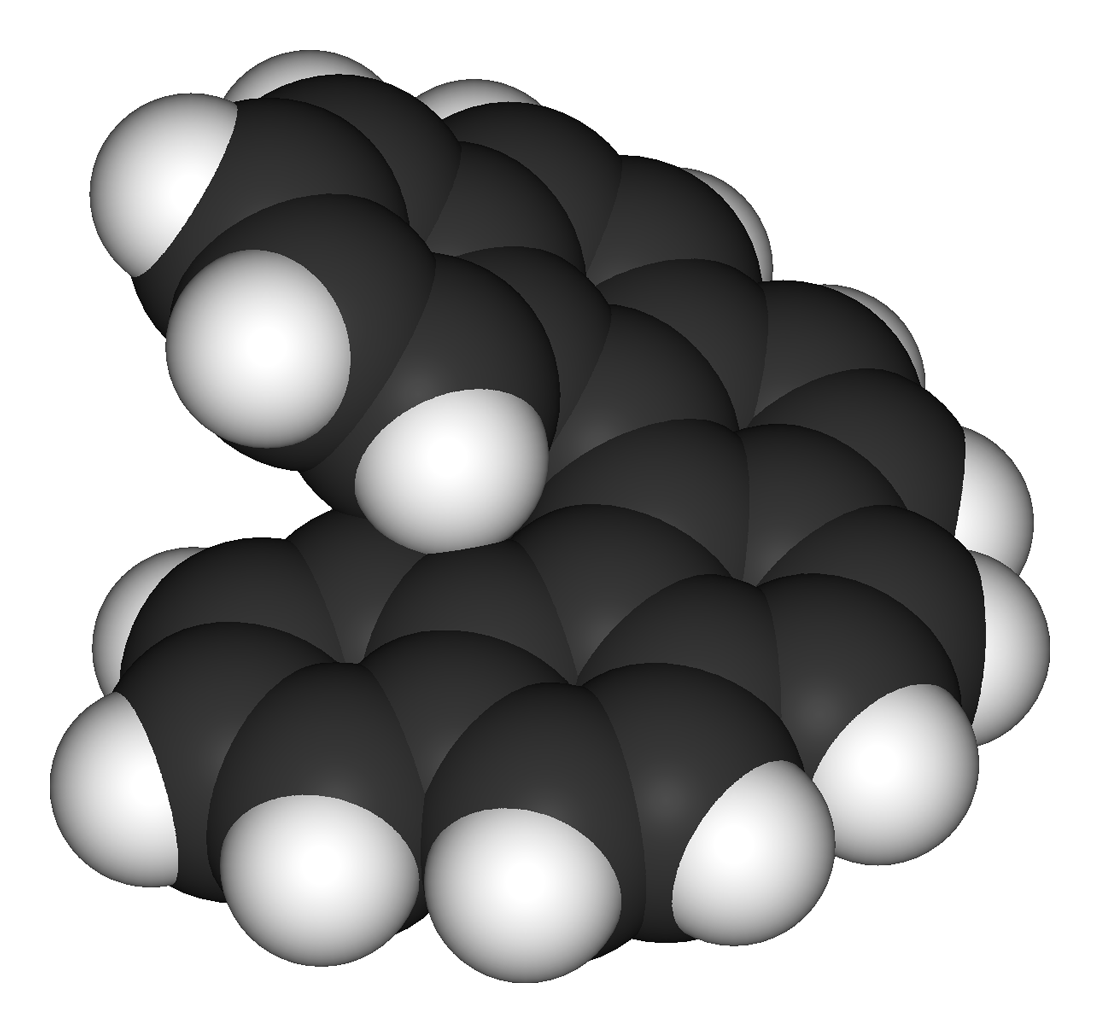
(P)-hexahélicène.
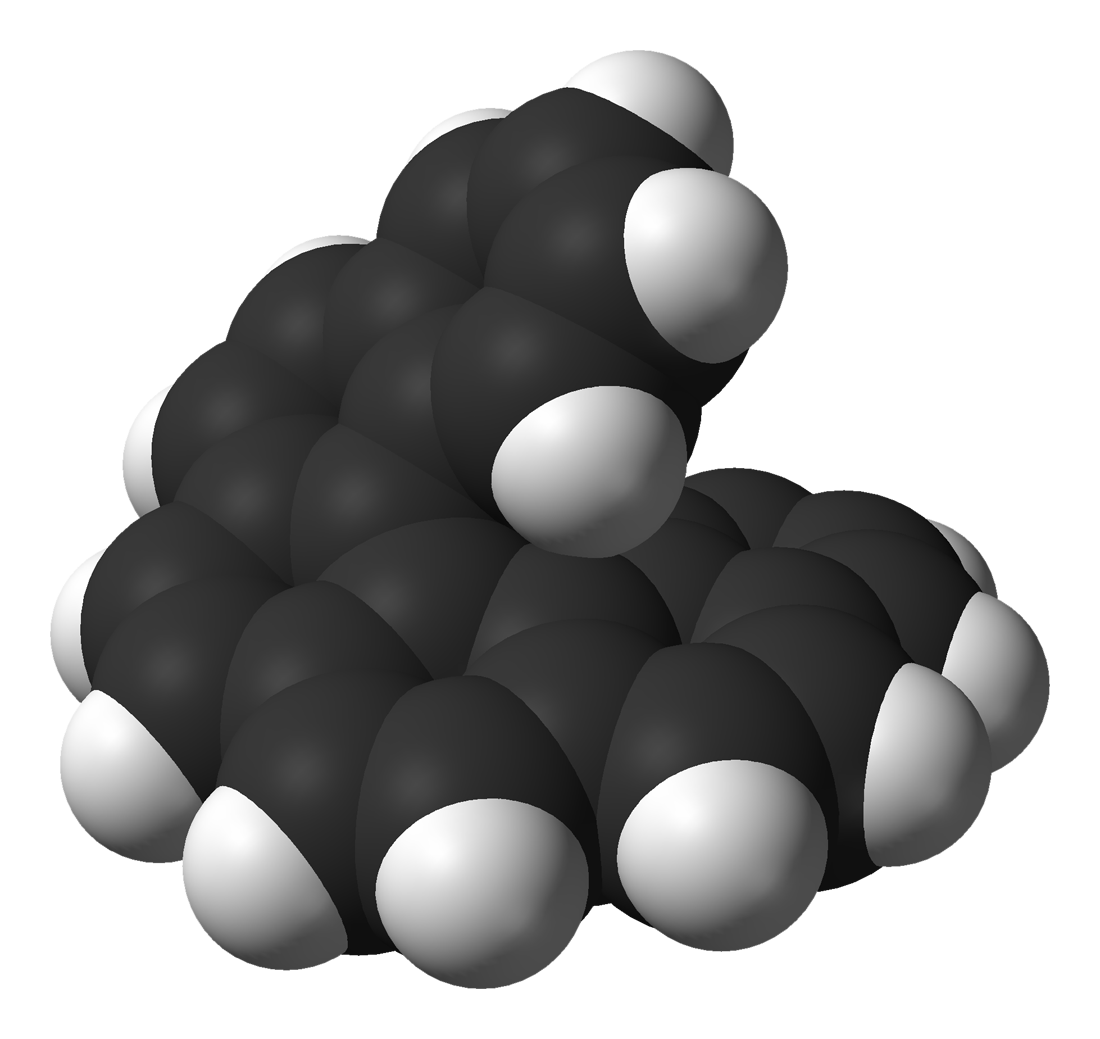
(M)-hexahélicène.